# Théorie multiplicative des nombres
La théorie multiplicative des nombres est un sous-domaine de la théorie analytique des nombres qui traite des nombres premiers, de la factorisation et des diviseurs. L'accent est généralement mis sur le développement de formules approximatives pour compter ces objets dans divers contextes. Le théorème des nombres premiers est un résultat clé. La classification mathématique par matières de la théorie multiplicative des nombres est 11Nxx.

## Champ d'application
La théorie multiplicative des nombres est appliquée principalement dans les estimations asymptotiques pour les fonctions arithmétiques. Historiquement, le sujet a été dominé par le théorème des nombres premiers, d'abord par des tentatives pour le prouver, puis par des améliorations du terme d'erreur. Le problème des diviseurs de Dirichlet qui estime l'ordre moyen de la fonction nombre de diviseurs d et le problème du cercle de Gauss qui estime l'ordre moyen du nombre de représentations d'un nombre comme une somme de deux carrés, sont également des problèmes classiques, et encore une fois l'accent est mis sur l'amélioration des estimations d'erreur.
La distribution des nombres de nombres premiers parmi les classes modulo un entier n est un domaine de recherche actif. Le théorème de la progression arithmétique montre qu'il existe une infinité de nombres premiers dans chaque classe de restes premiers avec n et un raffinement de ce théorème montre que les nombres premiers sont équirépartis parmi les classes de restes. Le théorème de Bombieri-Vinogradov donne une mesure plus précise de la façon dont ils sont uniformément répartis. Il y a aussi beaucoup d'intérêt pour la taille du plus petit nombre premier dans une progression arithmétique ; le théorème de Linnik en donne une estimation.
La conjecture des nombres premiers jumeaux, à savoir qu'il existe une infinité de nombres premiers p tels que p + 2 est aussi premier, est l'objet de recherches actives. Le théorème de Chen montre qu'il existe une infinité de nombres premiers p tels que p + 2 soit premier ou semi-premier.

## Méthodes
Les méthodes appartiennent principalement à la théorie analytique des nombres, mais les méthodes élémentaires, en particulier les méthodes de crible, sont également très importants. Le grand crible (en) et les sommes exponentielles sont généralement considérés comme faisant partie de la théorie multiplicative des nombres.
La distribution des nombres premiers est étroitement liée au comportement de la fonction zêta de Riemann et à l'hypothèse de Riemann, ces sujets sont étudiés à la fois du point de vue de la théorie des nombres et de celui de l'analyse complexe.